# Жукаускас, Альгирдас Альфонсович
Альгирдас Альфонсович Жукаускас — советский хозяйственный, государственный и политический деятель, академик АН Литовской ССР, доктор технических наук, заслуженный деятель науки Литовской ССР.

## Биография
Родился в 1923 году в Биржае. Член КПСС.
Участник Великой Отечественной войны. С 1947 года — на хозяйственной, общественной и политической работе. В 1947—1997 гг. — инженер-механик-теплотехник, ассистент, преподаватель в Каунасском политехническом институте, аспирант Московского энергетического института на кафедре теоретических основ теплотехники, директор Физико-технического института/Института физико-технических проблем энергетики, вице-президент, председатель Отделения технических наук АН Литовской ССР.
Избирался депутатом Верховного Совета СССР 6-го созыва, Верховного Совета Литовской ССР 7-11-го созывов.
Лауреат Государственной премии Литвы в области науки (1998).
Погиб в 1997 году.